# Evangelische Kirche Kirch-Göns

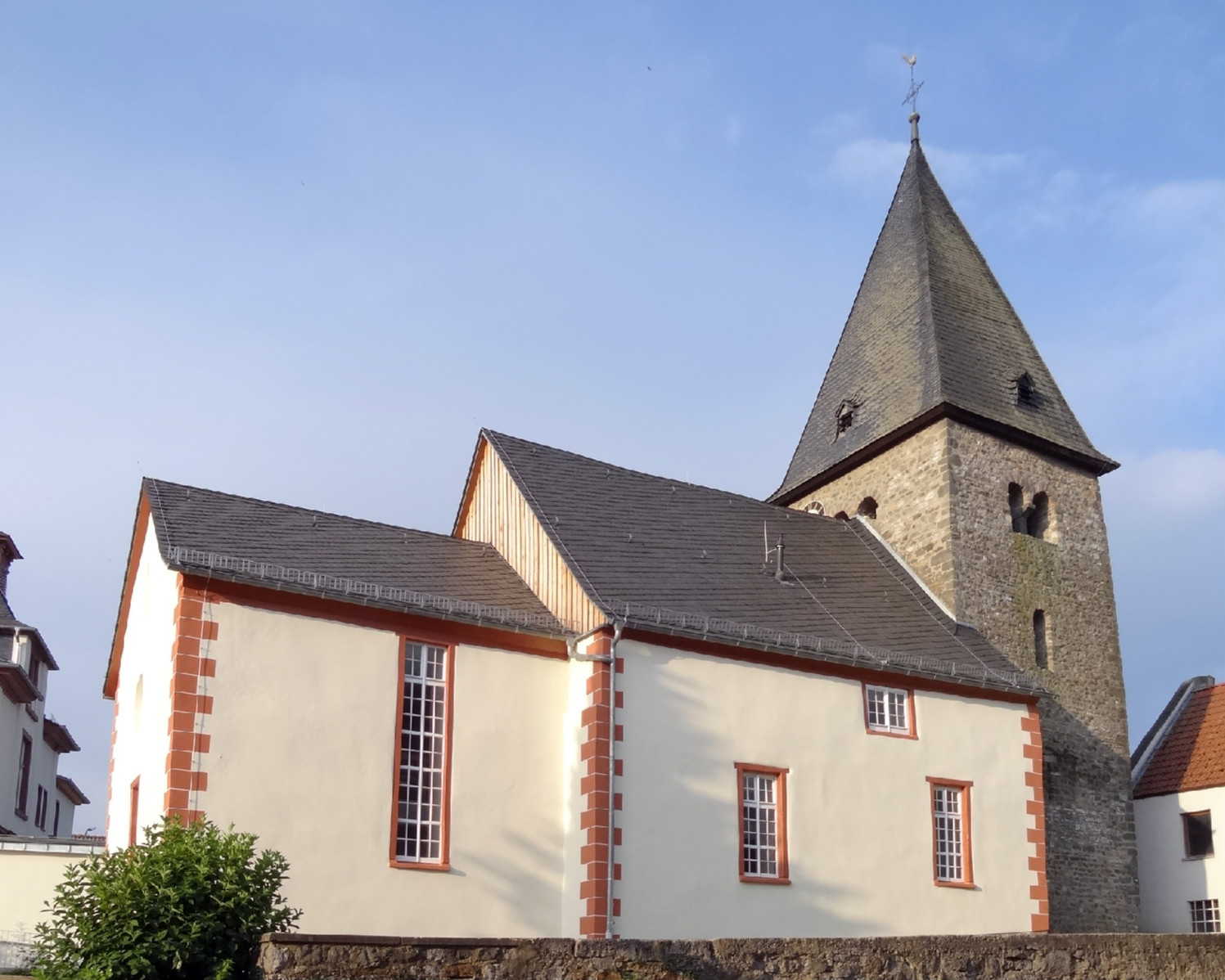
Nordseite der Kirche

Die Evangelische Kirche in Kirch-Göns, einem Stadtteil von Butzbach im Wetteraukreis in Mittelhessen geht auf das 12. Jahrhundert zurück und ist im Laufe der Jahrhunderte mehrfach umgebaut worden. Sie prägt das Ortsbild und ist hessisches Kulturdenkmal.

## Geschichte

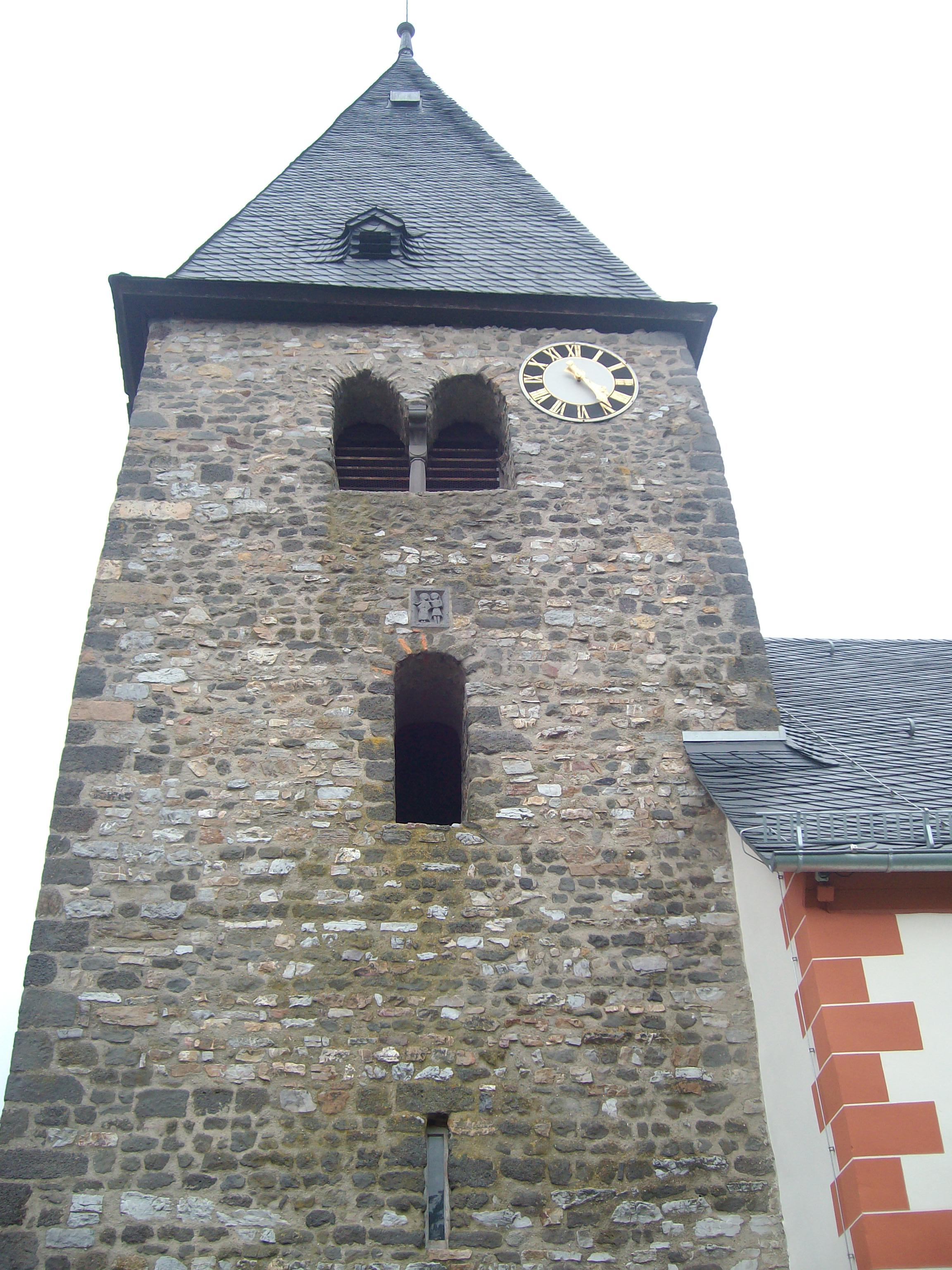
Romanischer Kirchturm

Im Mittelalter gehörte die Gönser Mark kirchlich zum Dekanat Wetzlar und Archidiakonat St. Lubentius Dietkirchen im Bistum Trier. Die Kirch-Gönser Gemeinde wurde im Hochmittelalter von der Mutterkirche in Großenlinden betreut, wo auch das Sendgericht abgehalten wurde. Aufgrund des Ortsnamens wird angenommen, dass Kirch-Göns zur ältesten Ortschaft der Göns-Gemeinden gehörte. In hochmittelalterlicher Zeit verfügte sie über eine Kuratkapelle, die kirchenrechtlich zwischen einem Filial und einer Pfarrkirche stand und eine überörtliche Funktion innehatte. Bis zum 13. Jahrhundert war die Jakobuskirche in Lang-Göns Filialkirche, bis zum Ende des 15. Jahrhunderts wahrscheinlich auch Pohl-Göns.
Im 14. Jahrhundert brannten Schiff und Chor ab und wurden erneuert. Im Jahr 1364 ist ein Patrozinium des hl. Petrus nachgewiesen. Wahrscheinlich im 15. Jahrhundert wurden die Außenmauern des Schiffs von ursprünglich 4,4 m um über einen Meter erhöht.
Im Zuge der Reformation wechselte Kirch-Göns um 1540 zum evangelischen Bekenntnis. Erster Pfarrer des neuen Glaubens war im Jahr 1541 „Herr“ Ebert.
Die ehemaligen kleinen Rundbogenfenster in Schiff und Chor wurden in früher Neuzeit, vermutlich 1669, als innen und außen verschiedene Baumaßnahmen vorgenommen wurden, spätestens aber im 18. Jahrhundert, durch große rechteckige Fenster ersetzt. Im Zuge der Kirchenrenovierung im Jahr 1669 baute man die heutige Treppe im Turm ein. Bis etwa 1751 wurden Schiff und Chor durch einen Triumphbogen verbunden. Zu Beginn des 18. Jahrhunderts besaß die Kirche drei Glocken. 1706 wurde eine neue angeschafft, nachdem die alte große zerborsten war. Diese Glocke trug die Inschrift „JOHAN ANDREAS SCHNEIDEWIND GOS MICH IN FFVRT ANNO 1706“ und wurde 1980 im Backhaus aufgestellt. Als die große Glocke 1746 sprang, wurde sie von Philipp Henschel in Gießen umgegossen. 1875 wurden die Glocken „Friede“ und „Eintracht“, 1877 die dritte große Glocke, die „Feier- und Freudenglocke im Herrn“, eingeweiht. Die beiden größten waren von Hamm in Frankenthal gegossen worden, wogen zusammen 882 kg und mussten 1917 an die Rüstungsindustrie abgeliefert werden. Für 27.000 Mark wurden 1920 neue Glocken gegossen.
In der Mitte des 18. Jahrhunderts wurde das Gewölbe samt Säule und Bogen herausgebrochen. In den 1790er Jahren fand eine Innenrenovierung statt und schuf der Weißbinder Daniel Hisgen die Bilder für die Emporenbrüstung. Wahrscheinlich wurde zu dieser Zeit der mittelalterliche Taufstein aus der Kirche entfernt. Das Dach und der Turmhelm mit Kreuz und Wetterhahn wurden 1874, 1884 die Turmuhr erneuert. Weitere Innenrenovierungen fanden 1881 und 1925 statt. Im Jahr 1900 wurde ein Ofen in die Kirche eingebaut. 1925 wurde die Kirche von Otto Kienzle ausgemalt, 1937 der Turm saniert.
Um 1950 wurden die Glocken, die bisher im dritten Turmgeschoss hingen, an einem metallenen Glockenstuhl im Turmhelm montiert. Bei der Turmrenovierung 1982 ging das Figurenrelief an der südlichen Turmseite verloren und wurde durch eine Kopie ersetzt. Bis ins 20. Jahrhundert hinein blieb die Kirche unverputzt. Im Jahr 2009 erhielt die Kirche einen neuen Außenputz. Weitere Renovierungsmaßnahmen in Höhe von 350.000 Euro wurden im Juni 2013 abgeschlossen.

## Architektur

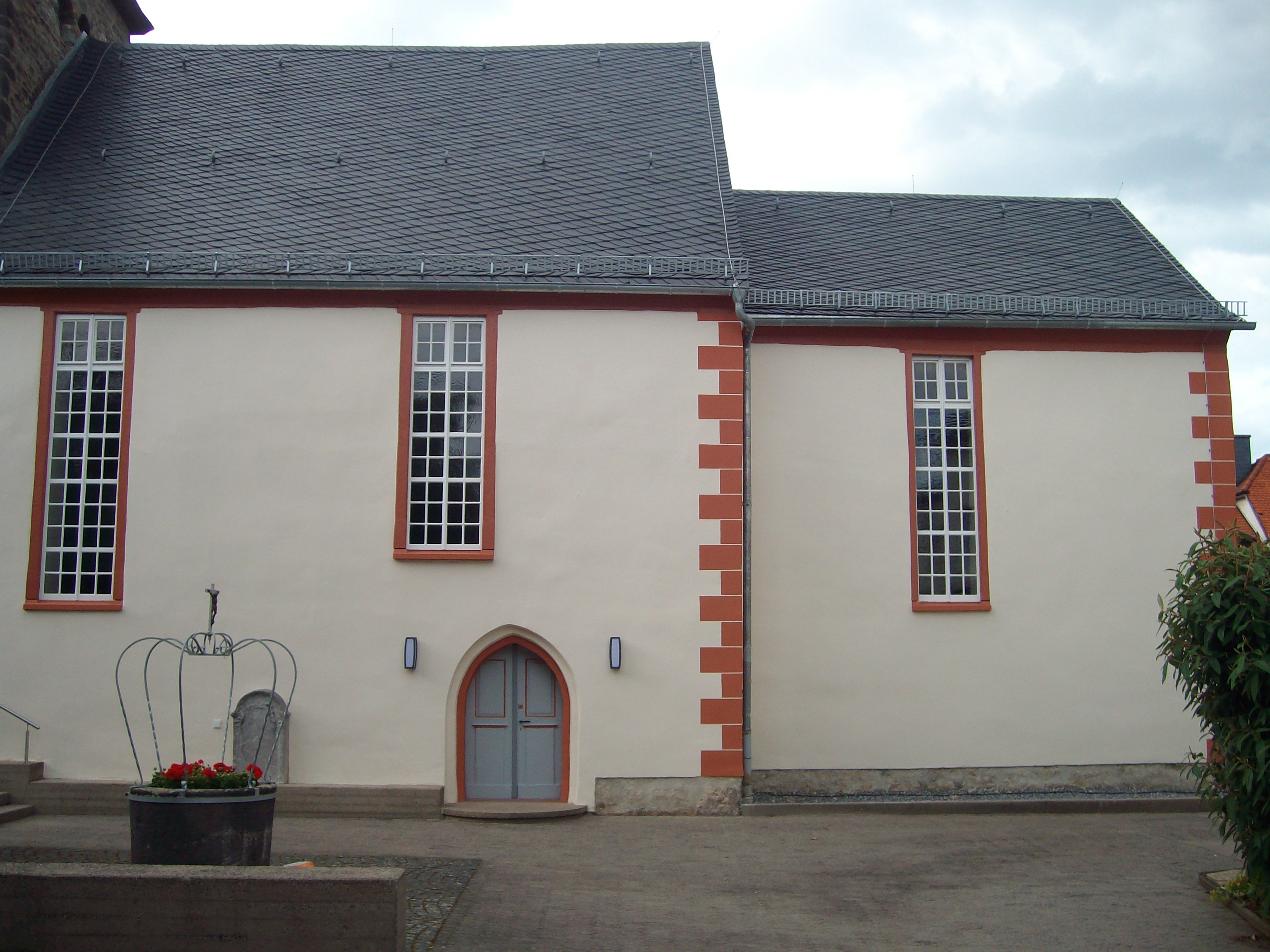
Südseite der Kirche

Die Kirche wurde auf einer leichten Erhebung errichtet. Der ungegliederte dreigeschossige, romanische Westturm aus Bruchstein-Mauerwerk mit Lungstein-Eckquadern auf quadratischem Grundriss von 6,7 Meter × 6,7 Meter ist unverputzt und weitgehend erhalten. Die Mauerstärke beträgt 1,9 Meter. Im ersten Geschoss sind schmale Fensterschlitze und im zweiten Geschoss kleine Rundbogenfenster angebracht. Die nach drei Seiten gekuppelten, rundbogigen Fenster im dritten Geschoss weisen auf den romanischen Ursprung und dienten bis ins 20. Jahrhundert als Schallarkaden für das Geläut. Der Glockenturm wird von einem verschieferten Pyramidenhelm abgeschlossen, dessen Form noch aus romanischer Zeit stammt und der von einem Turmknopf, Kreuz und Wetterhahn bekrönt wird. Den Zugang zum Turm gewährt ein rundbogiges Portal an der Südseite. Im Mauerwerk des Turms sind drei Steinbildnisse unbekannter Herkunft aus Basalt eingelassen. An der Westseite ist ein Christuskopf mit Heiligenschein eingemauert, an der Südseite zwei stehende Figuren eines Mannes und einer Frau (das Stifterehepaar?) und über dem Südportal des Turms ist ein stark verwittertes Relief mit Darstellung eines Kopfes. Die Datierung der schwer zu deutenden Bildwerke reicht von frühromanischer bis in die gotische Zeit.
Die geostete, rechteckige, einschiffige Saalkirche und der leicht eingezogene und etwas niedrigere, rechteckige Chor sind verputzt. Das Schiff ist 11 Meter lang, 10,2 Meter breit und seit der Erhöhung in nachromanischer Zeit 5,6 Meter hoch und wird von einem Satteldach abgeschlossen. Im Erdgeschoss verbindet ein Rundbogen-Portal von 2 Meter Breite und 1,9 Meter Höhe den Turm mit dem Schiff durch die 1 Meter starke Innenmauer. Darüber ist ein barocker Durchgang eingebrochen, der von der Westempore zum ersten Turmgeschoss führt. Das leicht spitzbogige, spätgotische Südportal hat zweifach abgestufte Gewände. Der spätmittelalterliche Westgiebel des Schiffs stammt wohl aus dem 15. Jahrhundert, als die Außenmauern des romanischen Schiffs erhöht wurden. Die rechteckigen Fenster mit roten Sandsteingewänden reichen teils bis unter die Traufe.
Der rechteckige, ursprünglich gewölbte Chor ist 6,75 Meter lang und etwa 8 Meter breit und wird durch ein Satteldach abgeschossen, das niedriger als das Schiff ist. An der Ostseite des Chors ist über dem rechteckigen Fenster ein Oculus und im Giebeldreieck ein kleines, frühgotisches Lanzett-Fenster aus Lavatuff angebracht, das aus dem 13. Jahrhundert stammen kann.

## Ausstattung

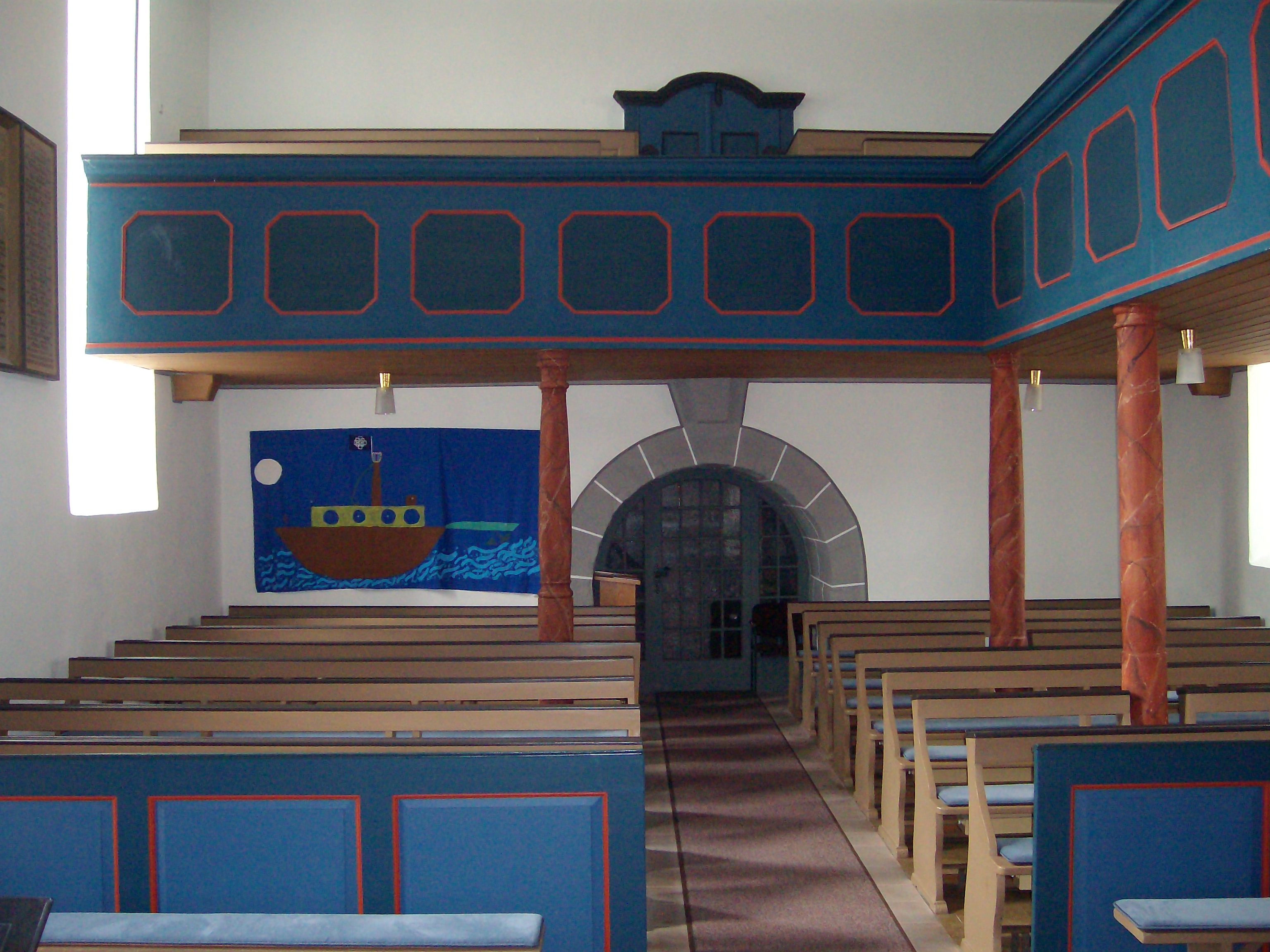
Innenraum Richtung Westen

Der flachgedeckte Innenraum präsentiert sich heute ungewölbt. Die dreiseitig umlaufende, hölzerne Empore aus der Barockzeit ruht auf marmorierten Rundsäulen und dient an der Ostseite als Orgelempore. Da die Brüstungsmalereien von Hisgen in einem schlechten Zustand waren, wurden sie bei einer Innenrenovierung blau überstrichen. An der emporenlosen Südseite ist im Chor ein mehrtüriger hölzerner Pfarrstuhl mit durchbrochenem Akanthus-Rankenwerk eingebaut, der zum Kanzelaufgang führt. Die polygonale Kanzel stammt aus dem Barock. Vielleicht wurde sie zusammen mit den Emporen bei der großen Innenrenovierung im Jahr 1669 geschaffen.
Die alte Mensa aus Lavatuff misst 1,4 Meter × 0,7 Meter und ist 0,2 Meter stark. Sie ist nach unten abgeschrägt und stammt aus romanischer oder gotischer Zeit. Der schlichte Taufstein aus Basalt mit Rundstab am oberen Rand stammt aus der ersten Hälfte des 13. Jahrhunderts und ist heute vor der Kirche aufgestellt. Der Grabstein von Pfarrer Heinrich Christoph Kirchner († 1699) befindet sich in der Kirche.

## Orgel

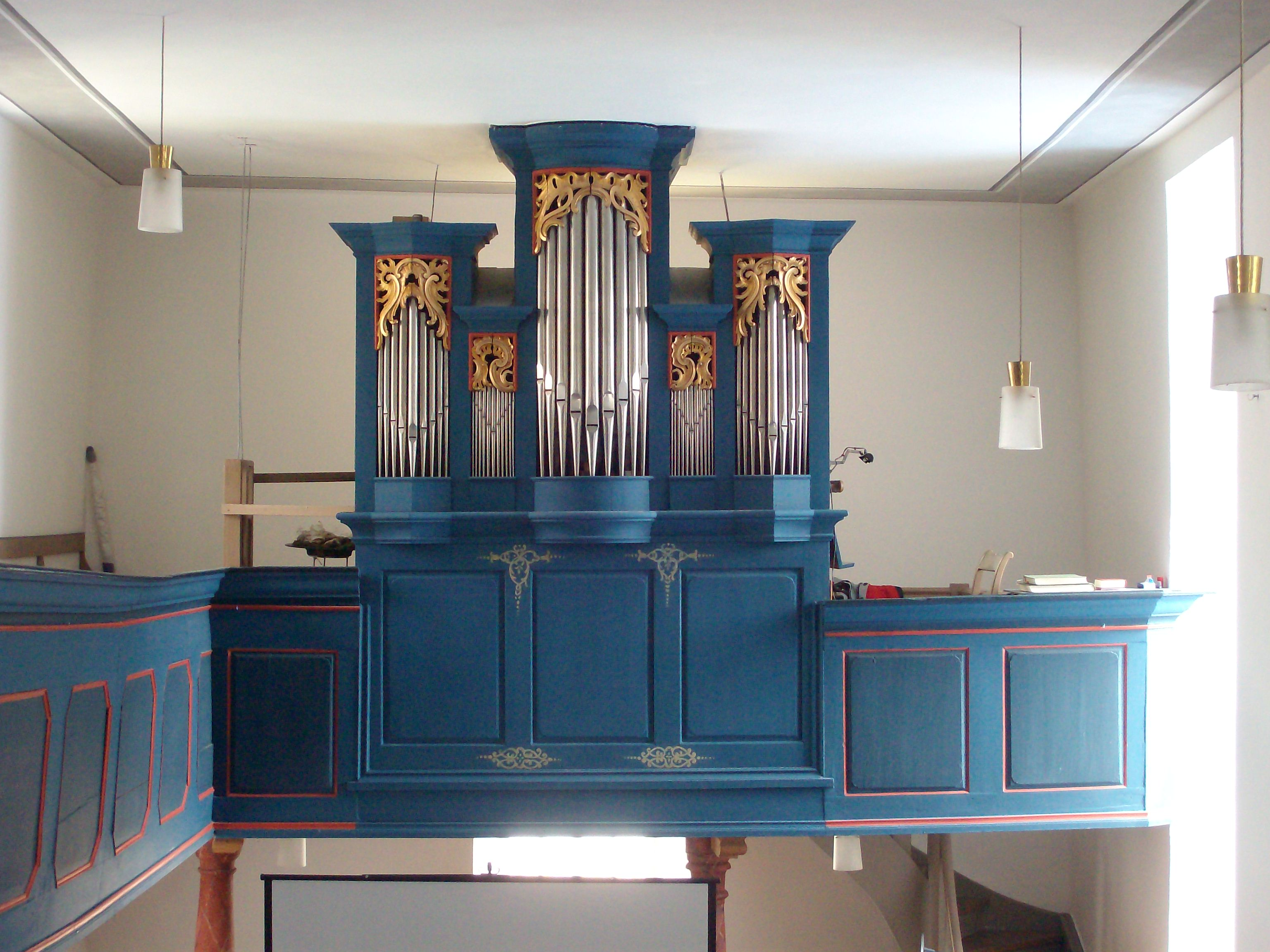
Heinemann-Orgel (um 1790)

Die einmanualige Orgel baute Johann Andreas Heinemann 1792 mit acht Registern. Die Arbeiten führte sein Schwiegersohn und Nachfolger Johann Peter Rühl aus Gießen aus. Im Jahr 1862 ergänzte Adam Karl Bernhard ein hinterständiges Pedal und tauschte ein Register aus (Salicional 8′ statt Terz 1 3⁄5′). Im Übrigen ist das Werk einschließlich der beiden alten Keilbälge original erhalten. Im fünfteiligen Prospekt wird der überhöhte, mittlere Rundturm von zwei niedrigen Flachfeldern flankiert, die zu den äußeren Ecktürmen überleiten. Die seitenspielige Orgel verfügt über neun Register.
| Manual C–e3 |       |
| Prinzipal   | 4′    |
| Gedact      | 8′    |
| Gamba       | 8′    |
| Salicional  | 8′    |
| Floeta      | 4′    |
| Quinta      | 3′    |
| Oktava      | 2′    |
| Mixtur      | 1 ⁄2′ |

| Pedal C–f0 |     |
| Subbaß     | 16′ |

- Koppeln: I/P (fest)

## Pfarrer
Seit 1916 teilen sich Kirch-Göns und Pohl-Göns eine Pfarrstelle. Nachgewiesen sind folgende evangelische Pfarrer:
- 15410000 : „Herr“ Ebert
- 15550000 : „Herr“ Johannes
- 1570–1586: Josua Keufler
- 1586–1596: Martin Wicelius
- 1596–1597: Erasmus Orlettius
- 1598–1638: Joseph Dünchius (Dünch)
- 1637–1640: Georg Vigelius
- 1641–1647: Johannes Zysenius
- 1647–1648: Konrad Zysenius
- 16840000  : Johann Friedrich Schulze
- 1685–1688: Johann Wilhelm Brumm
- 1688–1699: Heinrich Christoph Kirchner
- 1700–1751: Johann Erich Müller
- 1751–1758: Johann Heinrich Rübsamen
- 1758–1762: Daniel Kornmesser
- 1762–1798: Georg Heinrich Christoph Borke (Borcke)
- 1799–1832: Christian Andreas Eckhardt
- 1834–1868: Christian Daniel Langsdorf
- 1869–1893: Ludwig Christian Ritsert
- 1894–1908: Heinrich Kalbhenn
- 1908–1916: Friedrich Hellwig
- 1916–1929: Ludwig Naumann
- 1929–1931: Verwaltung durch Ludwig Franz Karl Gustav Wilhelm Wahl, Lang-Göns
- 1931–1934: Adolf Kalbhenn
- 1935–1940: Otto Schaad
- 1941–1943: Spezialvikar Hans Stenger
- 1943–1949: Hermann Stöppler
- 1950–1980: Otto Opper
- 1980–1986: Thomas Ortmüller
- 1987–1994: Wolfram Blödorn
- 1994–1998: Thomas Eberl
- 1999–2001: Frau Alke Witte
- 2002–2021: William Thum
- seit 20220: David Lieder